# كيكوال ثنائي القنابة
كيكوال ثنائي القنابة (الاسم العلمي:Quisqualis bibracteata) هي نوع نباتي يتبع جنس الكيكوال من الفصيلة القمبريطية. 